# Dusun Baru Pelokan
Dusun Baru Pelokan is een bestuurslaag in het regentschap Muko-Muko van de provincie Bengkulu, Indonesië. Dusun Baru Pelokan telt 1730 inwoners (volkstelling 2010).